# Kusa (Rosja)
Kusa (ros. Куса́) – miasto w Rosji, w obwodzie czelabińskim. W 2010 roku liczyło 18 792 mieszkańców.